# Woodbury (New Jersey)
Woodbury ist eine Stadt im Gloucester County im amerikanischen Bundesstaat New Jersey. Das U.S. Census Bureau ermittelte bei der Volkszählung 2020 eine Einwohnerzahl von 9963.
Die Stadt liegt in der Nähe des Delaware Rivers und ist Hauptverwaltungssitz von Gloucester County.

## Geschichte
Woodbury wurde von Henry Wood, einem Quäker aus dem Nordwesten Englands, der aus religiösen Gründen in die Vereinigten Staaten ausgewandert war, gegründet.
Die Stadt wurde am 27. Mai 1854 gegründet und bekam am 2. Januar 1871 den Status einer Stadt.

## Geographie
Laut dem United States Census Bureau hat die Stadt eine Gesamtfläche von 5,5 km², wovon 5,4 km² Landfläche und 0,1 km² Wasserfläche sind.
Woodbury grenzt an Woodbury Heights, West Deptford Township und Deptford Township.

## Persönlichkeiten
Folgende berühmten Personen sind in Woodbury geboren oder haben dort einen großen Teil ihres Lebens verbracht:

### Söhne und Töchter der Stadt
- James Matlack (1775–1840), Politiker
- Hannah Whitall Smith (1832–1911), Autorin
- David Ogden Watkins (1862–1938), Politiker
- J. Hampton Moore (1864–1950), Politiker
- Robert C. Hendrickson (1898–1964), Politiker
- Roscoe Lee Browne (1922–2007), Schauspieler
- Browning Ross (1924–1998), Mittelstrecken-, Langstrecken- und Hindernisläufer
- Darrell Schweitzer (* 1952), Schriftsteller
- Mark G. Lawrence (* 1969), Erdsystem- und Atmosphärenforscher
- Michael Guest (* 1970), Politiker und Jurist
- Chazz Witherspoon (* 1981), Schwergewichtsboxer
- Anthony Averett (* 1994), American-Football-Spieler

### Persönlichkeiten mit Bezug zur Stadt
- Franklin Davenport (1755–1832), Politiker
- Patti Smith (* 1946), Musikerin
- Jack Pierce (* 1962), Hürdenläufer